# Rochus von Liliencron
Le baron Rochus Wilhelm Traugott Heinrich Ferdinand von Liliencron, né le 8 décembre 1820 à Plön et mort le 5 mars 1912 à Coblence, est un écrivain prussien, historien de la musique, et éditeur de l'Allgemeine Deutsche Biographie.

## Biographie
Rochus von Liliencron est le fils du commissaire général de guerre danois Ludwig Carl baron von Liliencron (1777-1846) et de son épouse Juliane, née comtesse von Luckner (de) (1788-1863).
Rochus von Liliencron passe son enfance et sa jeunesse au manoir de Dollrott, ainsi qu'à Preetz, Plön et Lübeck. Il étudie d'abord la théologie à l'université de Kiel, puis change d'orientation pour le Droit à Berlin et la germanistique. Il admire Andersen et l'actrice « immortelle » Johanne Luise Heiberg, lorsqu'il se rend à Copenhague chez son frère. Il travaille de 1848 à 1850 dans les services diplomatiques des duchés de Schleswig et du Holstein à Berlin, puis devient professeur de littérature allemande à Kiel et à partir de 1852 à l'université d'Iéna. Après un intermède en tant qu'intendant de la chapelle de la cour de Meiningen, il consacre tout son temps et sa science à l'étude des chants populaires, ainsi qu'à la publication de la Allgemeine Deutsche Biographie, œuvre colossale. Il entre pour cela à l'Académie bavaroise des sciences en 1869. Cette énorme ressention comprend 56 volumes, et plus de 26 500 articles, parus entre 1875 et 1912. Des centaines de spécialistes y collaborent.
Rochus von Liliencron est l'oncle de l'écrivain Detlev von Liliencron et de l'auteur de récits pour l'enfance, Sophie Wörishöffer.